# Васильковская, Зофья
Зофья Васильковская (пол. Zofia Wasilkowska; 9 декабря 1910, Калиш, Калишская губерния, Царство Польское, Российская империя — 1 декабря 1996, Варшава, Мазовецкое воеводство, Польша) — польский политический и государственный деятель, юрист, судья, министр юстиции Польши (1956—1957). Первая женщина в истории Польши, занявшая пост министра. Высокопоставленная коммунистка, со временем ставшая активисткой демократической оппозиции режиму ПОРП.

## Биография
В 1932 году окончила юридический факультет Варшавского университета. Еще будучи студенткой, работала стажёром в Апелляционном суде Варшавы. В 1933 году перешла в Генеральную прокуратуру, где продолжила свою профессиональную карьеру до начала Второй мировой войны.
Во время войны находилась в Варшаве. После Варшавского восстания 1944 года была заключена в концентрационный лагерь Равенсбрюк в Германии до освобождения Красной Армией.
После окончания войны вернулась на работу в Генеральную прокуратуру. В 1948 году заняла должность заместителя директора отдела подготовки кадров Министерства юстиции. В апреле 1956 года была назначена руководителем министерства. В 1948—1955 и 1958—1981 годах — судья Верховного суда Польши.
Политик. Член Союза независимой социалистической молодёжи (1927—1931). После войны была избрана председателем Центрального женского совета Польской социалистической партии (1945—1948), с 1954 по 1959 год — член ЦК Польской объединенной рабочей партии. Депутат Сейма Польской Народной Республики первых двух созывов. Также участвовала в работе Всемирного совета мира (1951—1954) и до 1956 года являлась членом Центрального совета польских профсоюзов. В 1952—1962 годах она участвовала в работе ООН в качестве польской делегатки в Генеральной Ассамблее ООН, а также в Комиссии по правам женщин и Комиссии по правам человека (которую возглавляла в 1961 году).
В 1970-е годы присоединилась к демократической оппозиции. С 1980 года — член профсоюза «Солидарность». Она также была членом Хельсинкского комитета в Польше, а в 1989 году стала одним из основателей Хельсинкского комитета и фонда по правам человека. Как представитель оппозиции участвовала в переговорах за круглым столом. Она также стала членом Центра солидарности гражданских законодательных инициатив.
Муж — Ян Васильковский — юрист, ректор Варшавского университета, первый председатель Верховного суда. Сын Анджей — профессор права.